# Wołodymyr Cytkin
Wołodymyr Borysowycz Cytkin, ukr. Володимир Борисович Циткін, ros. Владимир Борисович Цыткин, Władimir Borisowicz Cytkin (ur. 1 sierpnia 1966 w Kijowie) – ukraiński piłkarz, grający na pozycji bramkarza, trener piłkarski.

## Kariera piłkarska

### Kariera klubowa
Wychowanek klubu Dynamo Kijów. Pierwsze trenerzy Wiktor Szewczenko i Wjaczesław Semenow. W 1981 rozpoczął karierę piłkarską w drużynie rezerw Dynama Kijów. Potem występował w farm klubach Dynamo - Dynamo Irpień i Dynamo Biała Cerkiew. W 1988 rozegrał 4 mecze w drugoligowej Zorii Woroszyłowgrad. W 1990 roku został piłkarzem Bukowyny Czerniowce, w barwach której debiutował w Wyższej lidze Ukrainy. Podczas przerwy zimowej sezonu 1992/93 przeniósł się do Nywy Winnica. Na początku 1995 wyjechał do Izraela, gdzie występował w klubie Maccabi Akka. Latem 1995 powrócił do Nywy Winnica. W rundzie wiosennej sezonu 1998/99 bronił barw Prykarpattia Iwano-Frankiwsk. Również grał na zasadach wypożyczenia w farm-klubie Enerhetyk Bursztyn. Jesienią 2000 został piłkarzem Obołoni Kijów, w składzie którego w końcu 2002 zakończył karierę piłkarską.

## Kariera trenerska
Po zakończeniu kariery piłkarskiej rozpoczął pracę szkoleniową. Najpierw w latach 2003-2006 pomagał trenować bramkarzy w juniorskich drużynach Ukrainy. W 2006 pomagał trenować w Nywie Winnica. W sezonie 2006/07 pracował w sztabie szkoleniowym Czornomorca Odessa, a w sezonie 2007/08 ponownie pracował w Nywie Winnica.

## Sukcesy i odznaczenia

### Sukcesy klubowe
- mistrz Wtoroj ligi ZSRR, strefa ukraińska: 1990
- mistrz Pierwszej Ligi Ukrainy: 1993
- finalista Pucharu Ukrainy: 1996

### Odznaczenia
- tytuł Mistrza Sportu ZSRR